# Pierre Delanoë
Pierre Delanoë (Párizs, 1918. december 16. – Poissy, 2006. december 27.) francia dalszerző és szövegíró volt, aki több tucatnyi francia énekes sztárnak szerzett dalokat és sanzonokat, köztük olyan jelentős előadóknak is, mint Édith Piaf, Charles Aznavour, Petula Clark, Johnny Hallyday vagy Mireille Mathieu. Szerzőként több mint 4000 dal komponálása fűződik a nevéhez.

## Élete
Pierre Charles Marcel Napoleon Leroyer néven született Franciaország fővárosában, Párizsban, később használt nevét, a Delanoë-t nagymamája vezetékneve után vette. Iskolai tanulmányai végén jogi diplomát szerzett, majd adóügyi tisztviselőként kezdett dolgozni. A második világháború után ismerkedett meg Gilbert Bécaud-val, innen számítható lírikusi és dalszerzői életútja. Eleinte együtt énekelt különféle klubokban Bécaud-val, közös előadói korszakuk egyik száma volt az a Salut les Copains című dal, amely az azonos című, legendás francia könnyűzenei rádióműsor (majd később az abból "kinövő" magazin) címadását ihlette. [Ez a rádióműsor lett később a yé-yé könnyűzenei stílus egyik legjelentősebb "bölcsője".] Delanoë életének ezen szakasza mégsem tartott sokáig: miután ugyanis több általa szerzett dal is jelentős sikert aratott, úgy döntött, hogy a továbbiakban nem annyira előadóként, mint inkább szerzőként működik tovább.
Egyik legelső nagy slágere a Bécaud-nak írt Et maintenant, amelyet rövidesen angolra is lefordítottak, és ez utóbbi, What Now My Love című dalt a következő években olyan előadók tűzték repertoárjukra, mint  Elvis Presley, Frank Sinatra, Barbra Streisand, a The Supremes, Agnetha Fältskog, Sonny & Cher, Herb Alpert & the Tijuana Brass és a The Temptations. A Je t'appartiens (angolul Let It Be Me) című dalt többek között az Everly Brothers, Tom Jones, Bob Dylan, Willie Nelson és Nina Simone vitte sikerre, Crois-moi ça durera című számát pedig angolul, You'll See címmel Nat King Cole adta elő.
Rövidesen Gilbert Bécaud mellett más francia előadóknak is kezdett dalokat szerezni, így például ő írta Édith Piaf La Goualante du pauvre Jean című sanzonját, a Jeanne d’Arcról szóló, La demoiselle d'Orléans című szenvedélyekkel teli dalt Mireille Mathieu számára; ő jegyezte Joe Dassin L'Été indien, Les Champs-Élysées és Et si tu n'existais pas című számait, de szerzett dalokat Tino Rossi, Hugues Aufray, Michel Fugain, Nána Múszhuri, Michel Polnareff, Gérard Lenorman, Nicole Rieu, Michel Sardou és mások számára is. A Dors, mon amour című dala – melynek előadója André Claveau volt – megnyerte az 1958-as Eurovíziós Dalfesztivált (ugyanezen a dalversenyen Domenico Modugno Volare című dala, amelyet világszerte 22 milliós példányszámban adtak el, csak harmadik lett).
1955-ben Delanoë szerepet vállalt az első modern felfogású, francia popzenei rádió, az Europe 1 beindításánál, mint programigazgató. Később, 1984 és 1994 között három, két-kétéves ciklusban is betöltötte a francia dalszerzők és szövegírók szövetségének elnöki posztját. 1997-ben elnyerte a szövetség szövegírói nagydíját, 2004. március 31-én pedig Franciaország legmagasabb szintű, kulturális jellegű elismerését is átvehette.
2006 júliusában némi vitát váltott ki a könnyűzenei közéletben az a kijelentése, melyben nemtetszését fejezte ki a rap műfaja iránt, amit úgy jellemzett, mint "azon emberek egyfajta kifejezésmódját, akik képtelenek zenét csinálni", illetve azt nyilatkozta, hogy a rap "nem zene, csak kiáltozás és böfögés".
Szívroham következtében vesztette életét, 2006. december 27-én, a franciaországi Poissyban; temetése a Poissy közelében fekvő Fourqueux (Yvelines) temetőjében zajlott. Özvegye, Micheline 9 évvel élte túl, 2015-ben hunyt el.

## Fordítás
- Ez a szócikk részben vagy egészben  a   Pierre Delanoë című angol Wikipédia-szócikk fordításán alapul.  Az eredeti cikk szerkesztőit annak laptörténete sorolja fel. Ez a jelzés csupán a megfogalmazás eredetét és a szerzői jogokat jelzi, nem szolgál a cikkben szereplő információk forrásmegjelöléseként.